# Ribe
Ribe Dánia legrégebbi múltra visszatekintő városa; sokáig az ország legfontosabb északi-tengeri kikötője volt. Közigazgatásilag Esbjerg községhez tartozik.

## Földrajz
Ribe Jylland délnyugati részén fekszik az Északi-tenger partján, Esbjergtől 25 km-re.

## Történelem
Ribe Dánia legrégebbi települése. Már a 710 körüli évekből találtak tartós letelepedésre utaló leleteket. 860-ban a király parancsba adta, hogy keresztény templomot emeljenek itt.
A város 1117-ben püspökség lett. A 10. században már Kölnnel, Brémával, Utrechttel kereskedett. 1176 és 1401 között többször is leégett a város jelentős része. 1350-ben a pestis is megérkezett. A reformáció után a lakosság az evangélikus hitre tért át.
A várost is érintette a Schleswig-Holsteinért folytatott német-dán háború a 19. században.

## Turizmus
- Ribei székesegyház: eredetileg román stílusú, később gótikus stílusban bővítették. Harangjátéka egy népszerű népdal dallamát játssza.
- Városháza: késő gótikus
- Szent Katalin-templom és kolostor: a 13-15. században épült
- Ribei Viking Múzeum
- Ribei Művészeti Múzeum
- Watt-tenger Központ (Vadehavscentret)

## Testvérvárosok
- Svédország Strängnäs

## Külső hivatkozások
- Hivatalos honlap (dán)
- Idegenforgalmi iroda (angol, német)